# A cielo abierto
A cielo abierto és una pel·lícula de drama criminal mexicana de 2023 escrita per Guillermo Arriaga i dirigida per Mariana i Santiago Arriaga. La pel·lícula es va estrenar a la 80a edició del Festival de Cinema de Venècia.

## Argument
L'any 1993, Salvador, de 12 anys, fa un viatge pel desert de Coahuila amb el seu pare. El seu objectiu és una reunió familiar extensa combinada amb una caça major. Caminen per la carretera buida fins que de sobte un camió atropella el seu pare i a ell i fuig. Salvador sobreviu il·lès.
Dos anys després de la mort accidental del seu pare, quan Salvador té 14 anys, ell i el seu germà Fernando coneixen la seva germanastra Paula. És filla del nou marit de la seva mare. Junts, els adolescents fan un viatge per carretera a la regió fronterera entre Mèxic i els EUA i busquen l'home responsable de la mort del seu pare.

## Repartiment
- Theo Goldin
- Federica Garcia
- Maximo Hollander
- Julio Cesar Cedillo
- Cecilia Suárez
- Manolo Cardona
- Sergio Mayer Mori
- Julio Bracho

## Producció

### Direcció i guió

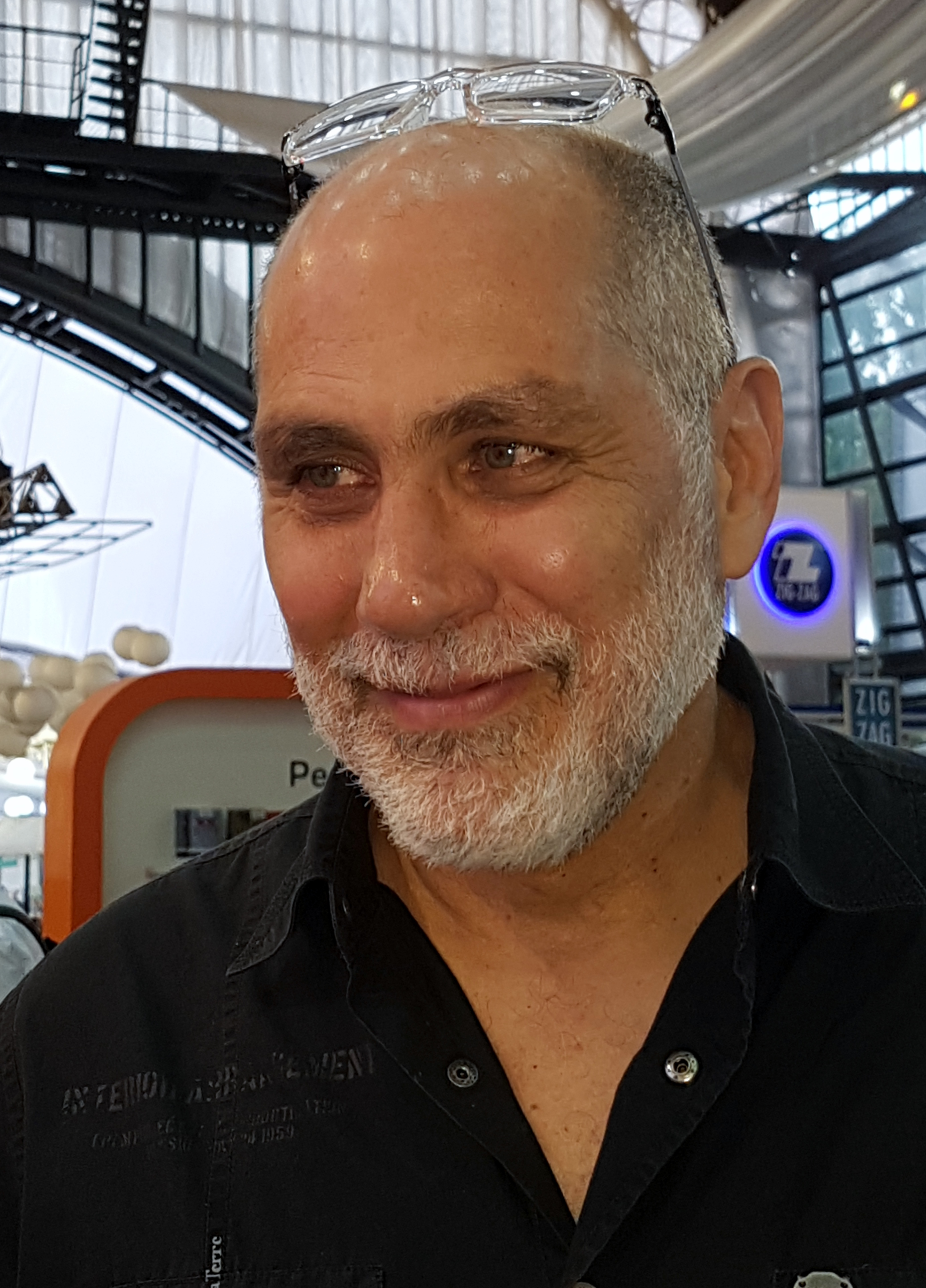
El guionista Guillermo Arriaga

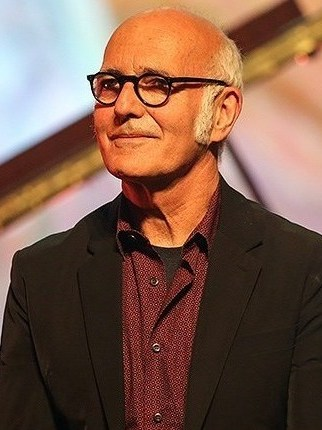
El compositor Ludovico Einaudi

Dirigida per Mariana i Santiago Arriaga.És el debut com a director dels germans. El guió va ser escrit pel seu pare, l'escriptor i director de cinema mexicà Guillermo Arriaga.

### Repartiment i rodatge
Theo Goldin interpreta a Salvador, que inicialment tenia 12 anys, i Máximo Hollander interpreta al seu germà gran Fernando. Per a Goldin és el primer paper cinematogràfic, per Hollander després de Los herederos el segon paper a una pel·lícula. Manolo Cardona interpreta el paper del seu pare i Julio César Cedillo interpreta el paper de Lucio Estrada, que l'atropella a l'inici de la pel·lícula. Federica García interpreta a la germanastra de Salvador i Fernando, Paula, la filla del nou marit de la seva mare. També estan protagonitzats per Sergio Mayer Mori, Cecilia Suárez i Julio Bracho.
La pel·lícula es va rodar al desert de l'estat de Coahuila, al nord de Mèxic, a les ciutats de Saltillo i Piedras Negras i a la Ciutat de Mèxic. Sobre perquè va filmar al desert, Guillermo Arriaga va dir: "Volíem transformar aquest paisatge en un altre personatge principal de la pel·lícula", i les fotografies es van fer durant el sol abrasador, les tardes sufocants i també els dies de pluja i tempesta amb vents gelats i temperatures per sota de zero.

### Música de pel·lícula
La música de la pel·lícula va ser composta per l'italià Ludovico Einaudi. La seva música es va utilitzar més recentment a les pel·lícules Nomadland de Chloé Zhao i El pare de Florian Zeller. L'àlbum de la banda sonora està programat per ser llançat per Decca Records el 8 de març de 2024. Una peça titulada Confesión es va publicar prèviament el febrer de 2024.

## Llançament
La pel·lícula es va estrenar a la secció Orizzonti a la 80a Mostra Internacional de Cinema de Venècia. També s'ha de projectar al 48è Festival Internacional de Cinema de Toronto, i al 28è Festival Internacional de Cinema de Busan a la secció "Flash Forward".

## Premis
Festival de Cinema Iberoamericà de Huelva 2023
- Nominació al Colom d'Or al Concurs Oficial[2]

80a Mostra Internacional de Cinema de Venècia
- Nominació al Premi Orizzonti de Venècia (Mariana Arriaga i Santiago Arriaga)